# Museu Rural e do Vinho do Cartaxo

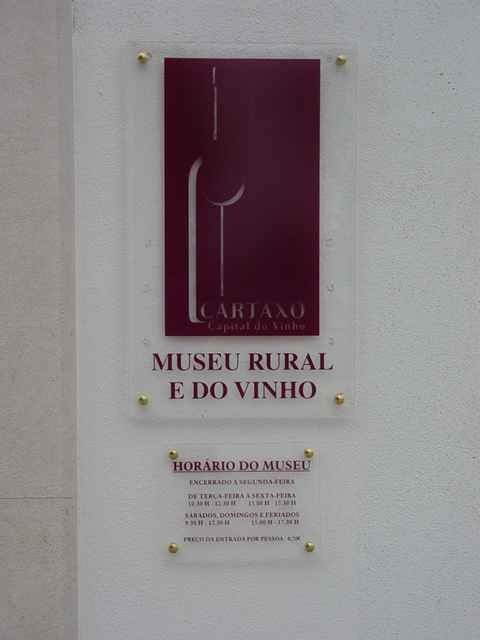

O Museu Rural e do Vinho do Cartaxo é um museu localizado na Quinta das Pratas, parte do Complexo Desportivo e Cultural da Quinta das Pratas, no Cartaxo, em Portugal.
Instalado numa antiga quinta, recria uma propriedade agrícola portuguesa do século XX.  O núcleo vinicola está localizado na adega restaurada. Como espaço complementar, tanto ao nível do museus como da vida quotidiana, está recriada uma taberna, espaço de convívio por excelência do meio rural. Para além da temática do vinho, o museu mostra como a vida rural do Cartaxo evoluiu ao nível da agricultura, produção de azeite e cereais.